# ويليام إدمونستون آيتون
ويليام إدمونستون آيتون (بالإنجليزية: William Edmondstoune Aytoun)‏‏ (21 يونيو 1813 في إدنبرة - 4 أغسطس 1865 في إلغين)؛ لغوي، وشاعر، وقاضي، ومترجم، وأستاذ جامعي، وكاتب، ومحامي، وروائي من المملكة المتحدة لبريطانيا العظمى وأيرلندا.

## الجوائز
- زمالة الجمعية الملكية لإدنبرة[13]

## روابط خارجية
- ويليام إدمونستون آيتون على موقع الموسوعة البريطانية (الإنجليزية)